# Johann Conradi (Sänger)
Johann Conradi (* 20. August 1815 in Aschaffenburg; † 18. September 1859 in Dresden) war ein deutscher Opernsänger (Bass).

## Leben und Wirken
Nach dem Schulbesuch und dem Militärdienst nahm er eine Chorgesangsausbildung in München und Colmar auf. Als Bass hatte er Engagements in Aachen, Bordeaux und Frankfurt am Main sowie an den Hoftheatern in Schwerin, Hannover und Dresden. Er starb nach längerer Krankheit, die ihn in den letzten Wochen vor dem Tod von Auftritten abhielt.